# Медаль Засновників
Медаль засновників (англ. Founder's Medal) — найвища нагорода Королівського географічного товариства, заснована в 1831 році і яку вручають понині «за заохочення і популяризацію географії, науки та відкриттів».

## Історія
У 1831 році була заснована «Золота медаль» Королівського географічного товариства — грошова премія в розмірі 50 гіней від короля Великої Британії Вільгельма IV «за заохочення і просування географічної науки та відкриттів». Спочатку нагорода вручалася в грошах, а в 1836 році лауреатам почали видавати медалі. 1839 року рішенням Товариства нагорода була розділена на дві золоті медалі рівної значущості і цінності — «Медаль Засновників» і «Медаль Заступників». Медаль Засновників не присуджували лише у 1850, 1851, 1855, 1913, 1943 і 1944 роках.

## Критерії
Медаль присуджують «за заохочення і популяризацію географії, науки та відкриттів». Медаль вручається щорічно. Нагородження проводиться на підставі розгляду відповідної номінації, поданої в суспільство при письмовій підтримки двох або трьох стипендіатів або членів суспільства.

## Опис
Автор дизайну — Вільям Вайон. На медалі вигравірувано ім'я лауреата і дата нагородження. На реверсі зображена фігура Мінерви з вінком і сувоєм в руках, що стоїть на тлі земної кулі, біля її ніг лежать секстант та інші геодезичні інструменти. На аверсі — профільний головний портрет Вільгельма IV.

## Лауреати медалі засновників
| Рік  | Лауреати                                | Причина нагородження |
| ---- | --------------------------------------- | --- |
| 2019 | Тревор Барнс                            | за новаторські розробки в галузі економічної географії. |
| 2018 | Пол Роуз                                | за наукові експедиції та підвищення рівня ерудиції громадськості |
| 2017 | Гордон Конвей                           | за вдосконалення та сприяння розвитку с/г Азії і Африці |
| 2016 | Майкл Сторпер                           | за ерудованість і керівну роль в області суспільної та економічної географії                                                                                                  |
| 2015 | Майкл Бетті                             | за заохочення і розвиток науки про географію міст |
| 2014 | Джеффрі Болтон                          | за заохочення і розвиток гляціології |
| 2013 | Кіт Річардс                             | за заохочення і розвиток фізичної географії та річкової геоморфології |
| 2012 | Чарльз Візерс                           | за заохочення і розвиток історичної та культурної географії |
| 2011 | Девід Лівінгстон                        | за заохочення і просування історичної географії |
| 2010 | Даяна Ліверман                          | за заохочення, розвиток і популяризацію розуміння впливу людини на зміну клімату                                                                                              |
| 2009 | Алан Бейкер                             | за внесок в історичну географію |
| 2008 | Джуліан Даудесвелл                      | за заохочення, розвиток і просування гляціології |
| 2007 | Роджер Баррі                            | за керівну роль в міжнародних дослідженнях в області клімату та кліматичних змін                                                                                              |
| 2006 | Дерек Грегорі                           | за вагомий вклад у міжнародні дослідження в області суспільної географії та соціальної теорії                                                                                 |
| 2005 | Ніколас Шеклтон                         | за дослідження четвертинної палеокліматології |
| 2004 | Лешек Старкель                          | за просування міжнародного взаєморозуміння в палеогідрології і геоморфології                                                                                                  |
| 2003 | Майкл Гудчайлд                          | за внесок у географічну інформатику |
| 2002 | Бруно Мессерлі                          | за внесок в гірські дослідження і обізнаність громадськості про проблеми гір                                                                                                  |
| 2001 | Вільям Граф                             | за внесок у дослідження річкових процесів в посушливих районах, а також у взаємодію науки і державної політики                                                                |
| 2000 | Браян Робсон                            | за внесок в географію міст і географічні перспективи в міській політиці |
| 1999 | Майкл Кіркбі                            | за внесок у розробку методів обробки та підходів моделювання в геоморфології                                                                                                  |
| 1998 | Роберт Беннетт                          | за внесок в географію людини, а також в енвайроменталістську і екологічну археологію                                                                                          |
| 1997 | Ентоні Ріглі                            | за внесок в історичну географію |
| 1996 | Джон Вудс                               | за внесок в океанографію |
| 1995 | Гаторн Гаторн-Гарді                     | за дослідження тропічних лісів і керівництво «Англійською природою» |
| 1994 | Рональд Кук                             | за внесок у геоморфологію |
| 1993 | Кеннет Грегорі                          | за внесок у гідрологію і геоморфологію |
| 1992 | Алан Вілсон                             | за внесок у дослідження міських і регіональних систем |
| 1991 | Ендрю Гуді                              | за внесок у геоморфологію |
| 1990 | Джон Геммінґ                            | за внесок у дослідження Амазонії |
| 1989 | Моніка Крістенсен                       | за Антарктичні дослідження |
| 1988 | Пітер Галл                              | за внесок в географію міст і планування |
| 1987 | Ентоні Лоутон                           | за внесок в океанографію |
| 1986 | Тімоті Северин                          | за відновлення сил після попередніх подорожей |
| 1985 | Девід Аттенборо                         | за внесок в географічну освіту |
| 1984 | Ранульф Файннс                          | за полярні дослідження |
| 1983 | Пітер Скотт                             | за внесок в охорону природи |
| 1982 | Майкл Вард                              | за високогірні медичні дослідження і керівництво британською експедицією на гору Конгур                                                                                       |
| 1981 | Кіт Міллер                              | за польові роботи в Каракорумі, Ісландії та Ґренландії |
| 1980 | Вільям Мід                              | за внесок у географічні пізнання і, зокрема щодо географії Скандинавії |
| 1979 | Девід Стоддарт                          | за внесок у геоморфологію, історію академічної географії та вивчення коралових рифів                                                                                          |
| 1978 | Реджинальд Браун                        | за заслуги в науках картографування |
| 1977 | Майкл Вайз                              | за економічну географію і за внесок в міжнародні домовленості відносно географічного навчання                                                                                 |
| 1976 | Брайан Робертс                          | за полярні дослідження і внесок в Антарктичні дослідження та політичні переговори                                                                                             |
| 1975 | Лоуренс Кірван                          | за заслуги в дослідженнях і внесок у географічну історію долини Нубійського Нілу і Східної Африки                                                                             |
| 1974 | Крістіан Бонінгтон                      | за гірські дослідження |
| 1973 | Норман Фалкон                           | як керівнику експедиції Товариства в Мусандам (Північний Оман) і за внесок у географічну історію регіону Перської затоки                                                      |
| 1972 | Джордж Рітчі                            | за гідрографічне картографування і океанографічні дослідження |
| 1971 | Джордж Дікон                            | за океанографічні дослідження та розвідку |
| 1970 | Волтер Герберт                          | за Арктичні та Антарктичні дослідження та розвідку |
| 1969 | Родольфо Панцаріні                      | за заслуги в антарктичних дослідженнях і внесок у міжнародне співробітництво в науках про Антарктику                                                                          |
| 1968 | Волтер Гарланд                          | за Арктичні дослідження та розвідку |
| 1967 | Клаудіо Віллаш-Боаш Орландо Віллаш-Боаш | за внесок у дослідження та розвиток Мату-Гросу |
| 1966 | Едред Корнер                            | за ботанічні дослідження Північного Борнео і Соломонових Островів |
| 1965 | Фред Рутс                               | за полярні дослідження та розвідку, з особливим наголосом на Канадську Арктику                                                                                                |
| 1964 | Луїс Лікі                               | за палеографічне дослідження і відкриття в Східній Африці |
| 1963 | Жак-Ів Кусто                            | за підводні дослідження та розвідку |
| 1962 | Ервін Макдональд                        | за прибережні дослідження в морі Беллінсгаузена (Антарктида) |
| 1961 | Михайло Сомов                           | за Антарктичні дослідження та розвідку |
| 1960 | Філліп Лоу                              | за Антарктичні дослідження та розвідку |
| 1959 | Вільям Андерсон                         | за перше транс-полярне підводне плавання на «USS Nautilus» під його командуванням                                                                                             |
| 1958 | Пол Сайпл                               | за внесок в Антарктичні дослідження та розвідку |
| 1957 | Ардіто Дезіо                            | за географічні дослідження та розвідку в Гімалаях |
| 1956 | Йон Джайєвер                            | як керівнику Норвежско-Британсько-Шведської Антарктичної експедиції і за участь в полярних дослідженнях                                                                       |
| 1955 | Джон Вайт                               | за заслуги в розвитку географічних досліджень та розвідку |
| 1954 | Джон Гант                               | як керівнику Британської експедиції на гору Еверест |
| 1953 | Патрік Берд                             | за дослідження в Канадській Арктиці |
| 1952 | Гарольд Тільман                         | за розвідувальні роботи в горах Східної Африки та Центральної Азії |
| 1951 | Вівіан Фукс                             | за внесок у вивчення Антарктики і її дослідження як керівника експедиції 1948-50 років                                                                                        |
| 1950 | Джордж Волпол                           | за внесок в картографування Західної пустелі Єгипту |
| 1949 | Дадлі Стамп                             | за його роботу по організації Служби землекористування Великої Британії і застосуванню географії в національному плануванні                                                   |
| 1948 | Вілфрід Тесайджер                       | за внесок в географію Південної Аравії і за перетин пустелі Руб-ель-Халі |
| 1947 | Мартін Хотин                            | за дослідницьку роботу в аерозніманні і картографічну роботу |
| 1946 | Едвард Гленн                            | за роботу по геодезії Індії і внесок в картографію Далекого Сходу |
| 1945 | Чарльз Кемселл                          | за внесок в геологію Півночі |
| 1944 | Не вручалася                            | Не вручалася |
| 1943 | Не вручалася                            | Не вручалася |
| 1942 | Фрейя Старк                             | за її подорожі по Сходу і його опис |
| 1941 | Патрік Клейтон                          | за дослідження Лівійської пустелі і застосування ним свого досвіду пустельної війни                                                                                           |
| 1940 | Дорін Інгремс, Гарольд Інгремс          | за дослідження та розвідку Хадрамаута |
| 1939 | Артур Чемпіон                           | за його дослідження провінції Туркана (Кенія) і вулканів на південь від озера Рудольф                                                                                         |
| 1938 | Джон Раймілл                            | за наукову роботу в своїй британській експедиції на землю Ґрейама |
| 1937 | Клінтон Льюїс                           | за дослідження в Іраку, Сирії та дельті Іраваді, і його роботи в Афганській і Турко-Іракській прикордонних комісіях                                                           |
| 1936 | Джордж Мюррей                           | за дослідження та розвідку в пустелях Синаю, Східного Єгипту, і праці про племена бедуїнів                                                                                    |
| 1935 | Ральф Багнолд                           | за подорожі по Лівійській пустелі |
| 1934 | Х'ю Раттледж                            | за подорожі до Гімалаїв і керівництво експедицією 1933 року на Еверест |
| 1933 | Джеймс Ворд                             | за роботу в полярних дослідженнях |
| 1932 | Генрі Воткінс                           | за роботу в Арктичних регіонах, особливо як керівника Британської експедиції з дослідження арктичного повітряного шляху                                                       |
| 1931 | Бертрам Томас                           | за географічну роботу в Аравії і успішний перетин Руб-ель-Халі |
| 1930 | Френк Кінгдон-Ворд                      | за географічні дослідження, і роботи по ботанічному поширенню в Китаї і Тибеті                                                                                                |
| 1929 | Френсіс Родд                            | за його поїздки в Сахару і праці про народ туарегів |
| 1928 | Том Лонгстафф                           | за довготривалу географічну роботу в Гімалаях |
| 1927 | Кеннет Мейсон                           | за участь в дослідженні Індії і Туркестану та керівництво експедицією в Шаксгам                                                                                               |
| 1926 | Едвард Нортон                           | за керівництво експедицією 1924 на Еверест і сходження на рекордну висоту 8570 м                                                                                              |
| 1925 | Чарльз Брюс                             | за географічну роботу протягом усього життя з дослідження Гімалаїв і керівництво експедицією 1922 року на Еверест                                                             |
| 1924 | Ахмед Хассані-бей                       | за його поїздку в Кутаров і Дарфур |
| 1923 | Кнуд Расмуссен                          | за дослідження та розвідку в арктичних регіонах |
| 1922 | Чарльз Говард-Бури                      | за заслуги в командуванні експедицією на гору Еверест |
| 1921 | Вільялмур Стефанссон                    | за заслуги в освоєнні Арктичного океану |
| 1920 | Гаррі Філбі                             | за дві поїздки по Південній Центральній Аравії |
| 1919 | Еван Джек                               | за географічну роботу на Західному фронті |
| 1918 | Гертруда Белл                           | за дослідження і подорожі по Малій Азії, Сирії, Аравії і на Євфраті |
| 1917 | Девід Хогарт                            | за дослідження Азійської Туреччини |
| 1916 | Персі Фосетт                            | за внесок в картографування Південної Америки |
| 1915 | Дуглас Моусон                           | за керівництво Австралійською антарктичною експедицією, і досягнення важливих наукових результатів                                                                            |
| 1914 | Альбрехт Пенк                           | за розвиток майже кожної галузі наукової географії і, зокрема, за ідею про створення міжнародної карти світу на мільйонній шкалі                                              |
| 1913 | Не вручалась                            | Не вручалась |
| 1912 | Чарльз Дауті                            | за дослідження в Північній Аравії, і класичну працю з описом їх результатів                                                                                                   |
| 1911 | Петро Козлов                            | за дослідження пустелі Гобі, Північного Тибету та Монголії |
| 1910 | Генрі Годвін-Остін                      | за географічні відкриття і дослідження уздовж Північно-Східної кордону Індії, і в особливості за його першопрохідництво Каракоруму                                            |
| 1909 | Марк Стейн                              | за дослідження в Центральній Азії і, зокрема, за археологічну роботу |
| 1908 | Бойд Александер                         | за трирічну подорож по Африці від Нігера до Нілу |
| 1907 | Франсіско Морено                        | за великі дослідження в Патагонських Андах |
| 1906 | Альфред Грандідьє                       | як ветерану французької науки, який присвятив сорок років свого життя вивченню Мадагаскару, і за монументальну роботу про острів в 52 томах розміру кварто                    |
| 1905 | Мартін Конвей                           | за дослідження в гірських районах Шпіцбергена |
| 1904 | Гаррі Джонстон                          | за значний вклад у вивчення Африки |
| 1903 | Дуглас Фрешфілда                        | в знак визнання його значного внеску в знання про Кавказ |
| 1902 | Фредерік Лугард                         | за невпинну увагу до географії Африки |
| 1901 | Луїджі Амедео ді Савоя-Аоста            | за сходження на вершину гори Святого Іллі і арктичну подорож на «Полярній зірці»                                                                                              |
| 1900 | Генрі Дізі                              | за дослідження та розвідку в Центральній Азії |
| 1899 | Луї-Гюстав Бінже                        | за роботу в межах великого вигину Нігеру |
| 1898 | Свен Гедін                              | за дослідницьку роботу в Центральній Азії |
| 1897 | Петро Семенов                           | за довготривалі зусилля щодо сприяння російських досліджень в Центральній Азії                                                                                                |
| 1896 | Вільям Макґреґор                        | за заслуги в географії у Британській Новій Гвінеї (вивчення, картографія і надання інформації про тубільців)                                                                  |
| 1895 | Джон Мюррей                             | за заслуги у фізичній географії, особливо океанографії, і за роботу в експедиції «Челленджера»                                                                                |
| 1894 | Гамільтон Боуер                         | за подорож по Тибету, із заходу на схід |
| 1893 | Фредерік Селус                          | в знак визнання 20-річних досліджень в Південній Африці |
| 1892 | Альфред Воллес                          | відомому натуралістові, мандрівникові і співдосліднику Чарлза Дарвіна щодо теорії природного відбору, і в знак визнання високої географічної цінності його праць              |
| 1891 | Джеймс Гектор                           | за дослідження, і проведені як натураліста в експедиції «Паллізер» |
| 1890 | Мехмед Емін-Паша                        | за заслуги перед географією, зроблені ним під час його дванадцятирічного управління Екваторіальною провінцією Єгипту                                                          |
| 1889 | Артур Кері                              | за подорож в Середню Азію, під час якого він проїхав 4750 миль через регіони, де ніколи не бував жоден англієць                                                               |
| 1888 | Клементс Маркем                         | в знак визнання його внеску в географічну літературу за 25 років служби в Секретаріаті Товариства                                                                             |
| 1887 | Томас Холдіч                            | за старанність і наполегливість в здійсненні досліджень Афганістану |
| 1886 | Адольф Грилі                            | за збільшення знань про береги Полярного моря і внутрішні райони землі Гріннеля                                                                                               |
| 1885 | Джозеф Томсон                           | за дослідження під час двох експедицій в Східну Центральну Африку |
| 1884 | Арчибальд Колхуна                       | за його поїздки від Кантона до Іраваді |
| 1883 | Джозеф Гукер                            | за видатні заслуги в науковій географії |
| 1882 | Густав Нахтігаль                        | за його поїздки по Східній Сахарі |
| 1881 | Серпа Пінту                             | за поїздку по Африці, під час якої він досліджував 500 миль нової місцевості                                                                                                  |
| 1880 | Луї Паландер                            | за службу в шведських Арктичних експедиціях на «Везі» |
| 1879 | Микола Пржевальський                    | за ряд експедицій і досліджень в Монголії і нагір'ї Північного Тибету |
| 1878 | Фердинанд фон Ріхтгофен                 | за подорожі і наукові дослідження в Китаї |
| 1877 | Джордж Нерс                             | за командування Арктичною експедицією 1875/6 р., під час якої кораблі і санні загони дісталися до північної широти значно більших значень, ніж раніше було досягнуто          |
| 1876 | Верні Камерон                           | за подорож по Африці з Занзібару в Бенгелу, і за дослідження озера Танганьїка                                                                                                 |
| 1875 | Карл Вейпрехт                           | за досягнення при командуванні експедиціями до Шпіцбергена і Нової Землі |
| 1874 | Георг Швейнфурт                         | за дослідження в Африці |
| 1873 | Ней Еліас                               | за дослідження русла Хуанхе, а також за подорож по Західній Монголії |
| 1872 | Генрі Юль                               | за вагомі заслуги в географії |
| 1871 | Родерік Мерчісон                        | за 40-ка річне піклування Товариством, що врешті-решт вивело його в передові ряди наукових Товариств                                                                          |
| 1870 | Джордж Гейворд                          | за подорож Східним Туркестаном, і за досягнення Памірського степу |
| 1869 | Адольф Ерік Норденшельд                 | за підготовку та проведення шведських експедицій на Шпіцберген, завдяки яким значно підвищилася обізнаність по багатьох аспектах зоології, ботаніки, геології та метеорології |
| 1868 | Август Петерманн                        | за значні заслуги як письменника і картографа |
| 1867 | Олексій Бутаков                         | за першопрохідництво в спуску і плаванню суден Аральським морем, і за його дослідження гирла Оксу                                                                             |
| 1866 | Томас Томсон                            | за дослідження в Західних Гімалаях та Тибеті |
| 1865 | Томас Монтгомері                        | за подорож від рівнин Пенджабу до Каракорумського хребта |
| 1864 | Джеймс Ґрант                            | за подорож по Східній Екваторіальній Африці з капітаном Д. Х. Спіком |
| 1863 | Френсіс Грегорі                         | за дослідження в Західній Австралії |
| 1862 | Роберт Берк                             | в знак вшанування цього відважного дослідника, який загинув зі своїм супутником Джоном Віллсом при перетині континенту Австралія                                              |
| 1861 | Джон Спік                               | за видатні географічні відкриття в Африці, і особливо відкриття озера Вікторія-Ньянза                                                                                         |
| 1860 | Джейн Франклін                          | за вклад в організації експедиції для з'ясування долі свого чоловіка |
| 1859 | Річард Бертон                           | за різні дослідницькі підприємства і особливо за ризиковану експедицію з капітаном Д. Г. Спіком до Великих озер в Східній Африці                                              |
| 1858 | Річард Коллінсон                        | за відкриття в Арктичних регіонах |
| 1857 | Авґустус Ч. Ґреґорі                     | за значні дослідження в Західній і Північній Австралії |
| 1856 | Ілайша Кейн                             | за службу і відкриття в полярних регіонах під час першої та другої американських експедицій в пошуках сера Джона Франкліна                                                    |
| 1855 | Девід Лівінгстон                        | за останні його дослідження в Африці |
| 1854 | Вільям Сміт                             | за його цінні гідрографічні дослідження в Середземномор'ї |
| 1853 | Френсіс Гальтон                         | за оснащення і проведення експедиції по вивченню центру Південної Африки |
| 1852 | Джон Рей                                | за вивчення пів-ву Бутії в суворих умовах клімату та суттєвий внесок в географію Арктики                                                                                      |
| 1851 | Медаль не вручалася.                    | Медаль не вручалася. |
| 1850 | Медаль не вручалася.                    | Медаль не вручалася. |
| 1849 | Остін Лейард                            | за істотний внесок в географію Азії, дослідження в Месопотамії, і відкриття руїн Ніневії                                                                                      |
| 1848 | Джеймс Брук                             | за експедицію на Борнео, і завзяття, яке він виявив у сприянні географічних відкриттів                                                                                        |
| 1847 | Чарльз Стурт                            | за дослідження в Австралії, і в особливості за його подорож, під час якого були проведені заміри озера Торренс, що тягнеться вглиб континенту до 24° 30' пд.ш. 138° 0' з.д.   |
| 1846 | Павел Стшелецький                       | за дослідження в південно-східній частині Австралії |
| 1845 | Чарльз Беке                             | за його дослідження в Абіссінії |
| 1844 | Вільям Гамільтон                        | за корисні дослідження в Малій Азії |
| 1843 | Едвард Ейр                              | за його дослідження в Австралії, проведені у важких умовах |
| 1842 | Джеймс Росс                             | за видатне дослідження Антарктики, перший перетин 78° південної широти, численні відкриття в т.ч. великого Антарктичного континенту                                           |
| 1841 | Генрі Рейпер                            | за плідну роботу в галузі практичної навігації і навігаційної астрономії |
| 1840 | Генрі Роулінсон                         | за дослідження в Перській Гуайяне |
| 1839 | Томас Сімпсон                           | за виявлення тоді недослідженого узбережжя Північної Америки |
| 1838 | Френсіс Чесні                           | за дані про порівняльну і фізичну географію Сирії, Месопотамії і області Сусіани                                                                                              |
| 1837 | Роберт Фіц-Рой                          | за опис їм узбережжя Південної Америки, від Ріо-де-ла-Плати до Гуаякіля в Перу                                                                                                |
| 1836 | Джордж Бак                              | за відкриття в Арктиці, і подорож по річці Ґрейт Фіш в ПАР |
| 1835 | Олександр Бернс                         | за дивовижні і визначні подорожі Персією |
| 1834 | Джон Росс                               | за відкриття Бутія Фелікс і землі короля Вільяма і за знамениті чотири зимівлі в Арктиці                                                                                      |
| 1833 | Джон Біско                              | за відкриття землі Грейама і землі Ендербі в Антарктиці |
| 1832 | Річард Ландер                           | за значні заслуги у визначенні русла та гирла річки Нігер |